# Herbert Wotte
Herbert Wotte (* 12. März 1909 in Dresden; † 8. März 1989 ebenda) war ein deutscher Pädagoge, Zeichner, Schriftsteller, Übersetzer und Heimatforscher.

## Leben
Wotte war der Sohn eines Postbeamten. Nach dem Besuch der Oberrealschule studierte er von 1928 bis 1931 Pädagogik, Psychologie und Kunsterziehung an den Universitäten in Leipzig, Wien und Dresden. In dieser Zeit kam er in Kontakt mit Künstlern der Assoziation revolutionärer bildender Künstler (ASSO). Von 1932 bis 1942 war er als Lehrer und Kunsterzieher tätig, war anschließend Soldat im Zweiten Weltkrieg und kehrte 1949 aus sowjetischer Kriegsgefangenschaft zurück nach Dresden. Hier war er am Deutschen Hygiene-Museum als wissenschaftlicher Zeichner tätig und betätigte sich als Übersetzer russischer Literatur, darunter Werke Iwan Turgenjews. Er arbeitete ab 1953 als Pädagoge in Dresden und war ab 1968 als freischaffender Autor tätig. Reisen führten ihn unter anderem in die Mongolei und die Sowjetunion. Wotte verfasste Romane und Biografien und war zudem Autor zahlreicher Brockhaus-Wanderhefte.
Wotte lebte mit seiner Familie in Loschwitz und war der Vater von Joris Wotte (1940–1996). Er verstarb 1989 in Dresden und wurde auf dem Trinitatisfriedhof beigesetzt.

## Werke (Auswahl)
- Die Weißeritz-Talsperren, Leipzig 1954 (Unser kleines Wanderheft, 17)
- Barockgarten Großsedlitz/Dohna–Weesenstein–Wilisch, Heft 99, VEB Bibliographisches Institut Leipzig, 1961.
- Wetterwarte am Pol, VEB Brockhaus, 1964.
- In blauer Ferne lag Amerika. Reisen und Abenteuer des deutschen Naturforschers Georg Wilhelm Steller, Erstausgabe 1966 (Leipzig, VEB F. A. Brockhaus 1966).
- Pillnitz und seine Umgebung, 2. Aufl. der Neufassung, Leipzig: F. A. Brockhaus 1963 (Unser kleines Wanderheft, 2); 3., überarb. Aufl. der Neufassung, Leipzig: F. A. Brockhaus 1967; 5., bearb. Aufl. 1972 (Brockhaus-Wanderheft, 2)
- Kurs auf Unerforscht. Russische und sowjetische Entdeckungsreisen, Leipzig: F. A. Brockhaus, 1967.
- Kapitän Berings letzte Fahrt, 1968.
- Kaaram Tamo – Mann vom Mond, Leipzig: F. A. Brockhaus 1969.
- Die Insel der bösen Geister – Leben und Taten des Polarfahrers Nikifor Begitschew, 1970. In: Spannend erzählt, Bd. 095.
- Unter Reitern und Ruinen. Die Reisen des Zentralasienforschers Pjotr Koslow. Leipzig, VEB F. A. Brockhaus, 1971.
- Talsperren Malter und Klingenberg, Rabenauer Grund. Brockhaus-Wanderheft 17, Brockhaus Verlag, Leipzig 1973, zuletzt als Tourist-Wanderheft, 34.
- David Livingstone. Ein Forscherleben für Afrika, Leipzig, 1973, F.A. Brockhaus.
- Magellans Reise um die Welt – Die erste Weltumseglung, Erstausgabe 1975 (Berlin: Verlag Neues Leben, 1975).
- Jagd im Zwielicht : von Jagdherren, Jägern und Wilderern, Berlin: Verlag Neues Leben, 1983.
- Dresdner Heide, 8. Aufl. 1986 (Tourist-Wanderheft, 9).
- Tharandter Wald, 11. Aufl. 1986 (Tourist-Wanderheft, 17).
- Pillnitz und seine Umgebung, 9. bearbeitete Aufl. 1983; 10. Aufl. 1985 (Tourist-Wanderheft, 27).